# Scopula benguetensis
Scopula benguetensis är en fjärilsart som beskrevs av Louis Beethoven Prout 1931. Scopula benguetensis ingår i släktet Scopula och familjen mätare. Inga underarter finns listade.